# Bad Ass
Bad Ass ist ein US-amerikanischer Actionfilm mit Danny Trejo aus dem Jahr 2012.
Der Film basiert auf einem als AC Transit Bus fight bekannten Vorfall vom 15. Februar 2010, bei dem der damals 67-jährige US-Amerikaner Thomas Bruso einen Afroamerikaner in einem Stadtbus in Oakland zu Boden prügelte, nachdem er nach einer heftigen Diskussion provoziert und angegriffen worden war.

## Handlung
Als der US-amerikanische Soldat Frank Vega in den 1970er-Jahren aus dem Vietnamkrieg in seine Heimat zurückkehrt, wird er u. a. von seinen alten Schulfreunden gedemütigt und aus der Gesellschaft ausgestoßen, was gleichzeitig auch sein Berufsleben drastisch erschwert. Dies ändert sich erst vierzig Jahre später, als er in einem Stadtbus einen älteren Afroamerikaner vor zwei Neonazis beschützt und ihm dadurch als lokaler „Held“ wieder Aufmerksamkeit geschenkt wird. Als jedoch sein Freund Klondike von Gangmitgliedern ermordet wird und die Polizei sich anscheinend nicht wirklich darum kümmert, beschließt Vega, Selbstjustiz auszuüben und sich eigenhändig an den Tätern zu rächen.

## Hintergrund

### „AC Transit Bus fight“

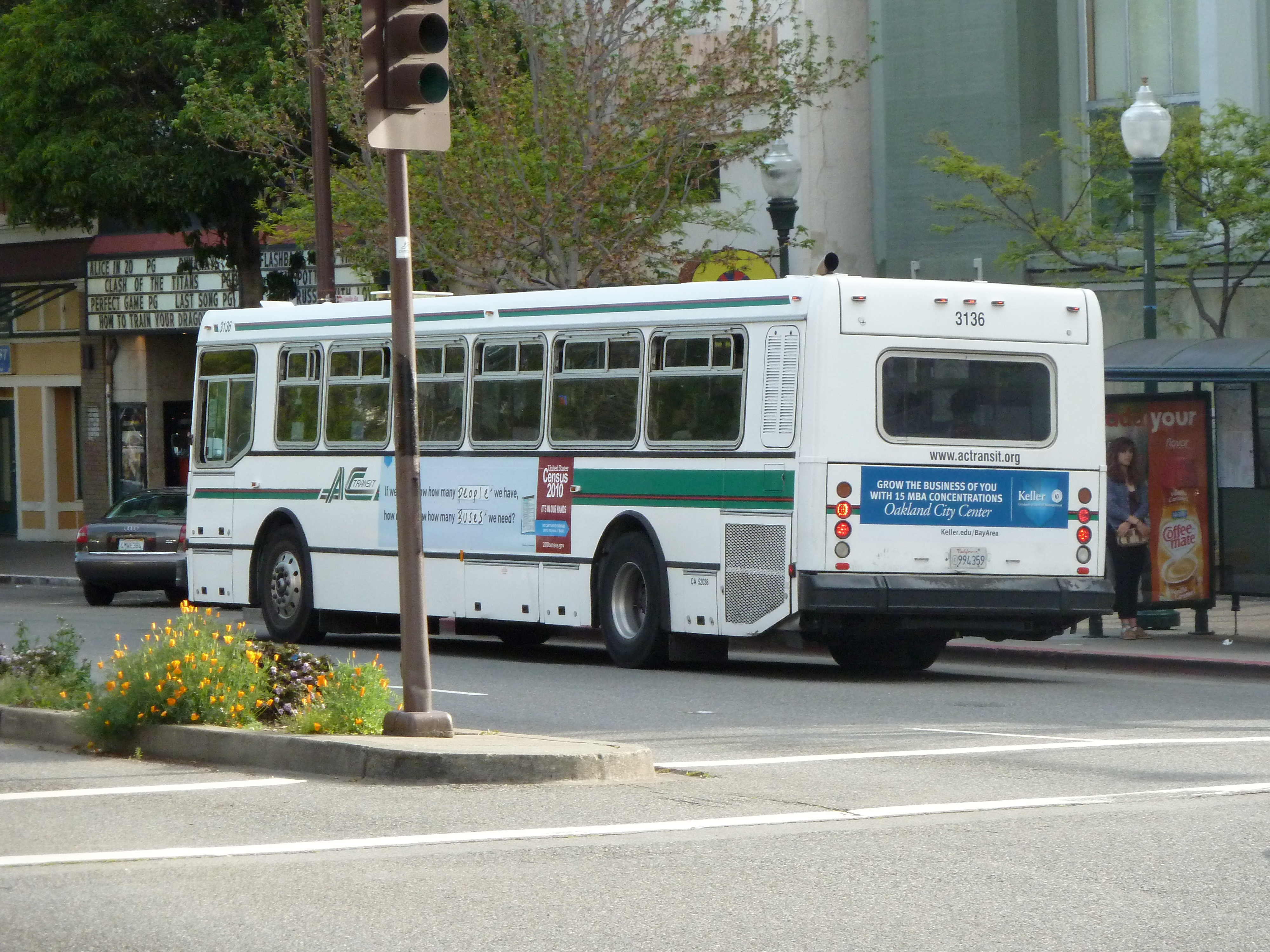
Ein AC Transit-Bus, Schauplatz der Auseinandersetzung

Der als AC Transit Bus fight bekannte Vorfall, auf dem die Handlung von Bad Ass aufbaut, war eine Auseinandersetzung zweier Männer an Bord eines Stadtbusses der Firma AC Transit in Oakland, Kalifornien am 15. Februar 2010. Amateuraufnahmen der Auseinandersetzung zwischen dem 67-jährigen US-Amerikaner Thomas A. Bruso und einem 50-Jährigen afroamerikanischen Mann mit Vornamen Michael wurden auf YouTube veröffentlicht, und dort über 5 Millionen Mal aufgerufen. Für Kontroversen sorgten zahlreiche rassistische Kommentare, die von Benutzern der Webseite gepostet wurden.
Am Anfang des ersten Videos sitzt Bruso im hinteren Teil des Busses gegenüber von Michael. Bruso gab später an, Michael hätte ihm als Reaktion auf eine harmlose Bemerkung hin Rassismus unterstellen wollen. Als er sich in den vorderen Teil des Wagens zurückzieht, folgt Michael ihm dorthin und setzt die verbale Auseinandersetzung fort. Als Michael Bruso an der Schulter berührt, steht Bruso auf und schlägt ihm mehrmals mit der Faust ins Gesicht, sodass dieser zu Boden fällt. Im nächsten Bild sieht man Michael blutend in einem Haltegriff Brusos um Gnade flehen. Bruso lässt ihn los und verlässt, Beleidigungen äußernd, den Bus. Michael kehrt auf seinen Sitz zurück und fordert einen Krankenwagen, wobei er das Wort „ambulance“ in Afroamerikanischem Englisch wie „ambalance“ oder „amber-lamps“ ausspricht, was im Internet zu Belustigungen führte und in zahlreichen Videos persifliert wird; die Figur Amber Lamps in Bad Ass ist eine Parodie darauf. In einem weiteren Video ist zu sehen, wie Bruso unmittelbar nach dem Vorfall auf der Straße randaliert, schreit, und gegen einen Zeitungsspender tritt. Beide Männer wurden später in einem lokalen Krankenhaus behandelt. Kein Beteiligter wurde verhaftet.

### Thomas Bruso
Thomas Alexander „Tommy Slick“ Bruso, auf dem die Figur Frank Vega aus Bad Ass basiert, stammt aus Chicago, Illinois. Anders als oftmals behauptet war Bruso zwar bei der Army, hat aber nie im Vietnamkrieg gedient. Er wurde nach nur 3 Monaten (Feb – Mai 1969) aus der Army entlassen. Aufgrund seiner Mitwirkung am AC Transit Bus fight erlangte er 2010 unter dem Pseudonym „Epic Beard Man“ bzw. „Vietnam Tom“ in der Internetszene Kultstatus. Eine braune Bauchtasche sowie ein hellblaues T-Shirt mit dem Aufdruck „I AM a Motherfucker“ auf dem Rücken wurden, wie sein weißer Bart, zu einer Art Markenzeichen, die auch in Craig Moss’ Spielfilm aufgegriffen werden. Zuvor war bereits ein anderes Video von ihm veröffentlicht worden, das zeigt, wie er am 3. August 2009 im Oakland-Alameda County Coliseum von Polizisten zweimal mit einer Elektroschockpistole niedergestreckt wird, nachdem er sich weigert, ihren Anweisungen nachzukommen.
Nach dem Zwischenfall wurde er Gegenstand zahlreicher Interviews und Reportagen. Nathan Maas, ein Grafikdesigner aus Portland, Oregon, produzierte unter dem Titel I am a Motherfucker eine Dokumentation über Bruso, in der er über sein Leben, seine Hintergründe und seinen Umgang mit dem ungewohnt hohen Bekanntheitsgrad spricht. Der Film wurde auf YouTube veröffentlicht. Für die Entwicklung des Charakters Frank Vega, in Bad Ass vom aus Mexiko stammenden Schauspieler Danny Trejo dargestellt, arbeitete das Produktionsteam mit Bruso zusammen, nachdem es die Filmrechte von ihm erworben hatte.

### Verfolgungsjagdszene
Fast die gesamte Verfolgungsjagd mit den zwei Bussen am Ende des Films wurde aus dem Film Red Heat aus dem Jahr 1988 von Walter Hill mit Arnold Schwarzenegger übernommen. Einige Szenen der Verfolgungsjagd wurden anders geschnitten, und die Farben der Busse wurden digital leicht verändert. Auch die Fahrziele auf den Hinweisanzeigen der Busse wurden gegenüber dem Original digital verändert.

## Veröffentlichung
Die Dreharbeiten zu Bad Ass wurden im Mai 2011 abgeschlossen. Die US-Premiere fand am 13. April 2012 statt, die Vertriebsrechte für Deutschland liegen bei 20th Century Fox. Die Free-TV-Premiere war am 20. Mai 2014 um 23 Uhr auf Tele 5.
Ein erster Trailer wurde im Dezember 2011 auf YouTube sowie auf weiteren Internetseiten veröffentlicht, der zweite mit dem Titel The Golden Years am 6. März im iTunes Store.

## Soundtrack
Der Soundtrack des Films kam bereits am 24. Januar 2012 vorab auf CD und als MP3-Download auf den Markt. Er umfasst 12 dem Hip-Hop-Genre zuzuordnende Songs, interpretiert von diversen US-amerikanischen und mexikanischen Rappern.
| Nr. | Titel                                              | Interpret                         | Länge |
| --- | -------------------------------------------------- | --------------------------------- | ----- |
| 1.  | I’m a Bad Ass                                      | Kid Frost & Big Tank              | 3:29  |
| 2.  | Amazing                                            | Big La, Glasses Malone & Jah Free | 4:50  |
| 3.  | Llévame Contigo                                    | Pancho and Sancho                 | 3:31  |
| 4.  | Six Million Ways to Die                            | Kid Frost (feat. Clika One)       | 5:15  |
| 5.  | I’m On My Way                                      | Big Tank, Spirit & Butch Cassidy  | 3:28  |
| 6.  | Coochie Cantina                                    | Pancho and Sancho                 | 2:04  |
| 7.  | Stay Ready                                         | Big Tank & Spirit                 | 4:05  |
| 8.  | Y Porque Perder                                    | Pancho and Sancho                 | 3:16  |
| 9.  | Take Me Down                                       | Pancho and Sancho                 | 3:29  |
| 10. | Take Me Down (Spanglish)                           | Pancho and Sancho                 | 3:32  |
| 11. | Stay Ready (Clean)                                 | Big Tank & Spirit                 | 4:01  |
| 12. | Blood, Sweat and Tears („Stay Ready“ Instrumental) | Chef Raw C Beatz                  | 4:46  |

## Rezeption

### Vorwurf von Rassismus
Weil für den Film der ursprüngliche Vorfall umgeschrieben und dadurch verfremdet worden ist, gab es bereits vor der Veröffentlichung Kontroversen. Während in der Vorlage ein Weißer von einem Schwarzen zum Einsatz körperlicher Gewalt provoziert wird, würden im Film die Rollen ausgetauscht werden, indem gezeigt wird, wie zwei Rechtsextremisten einen Schwarzen belästigen und ein von einem mexikanischen Amerikaner dargestellter Mann in das Geschehen eingreift, um das Opfer zu verteidigen. Daraus folgten Vorwürfe von Rassismus sowohl durch diverse Kritiker als auch durch zahlreiche Fans in Internetforen.

### Mögliche Fälschung
Als Reaktion auf den im Dezember 2011 veröffentlichten Trailer vermuteten einige Kolumnisten, es könne sich um eine Fälschung handeln, ähnlich der im Rahmen des Filmprojekts Grindhouse von Robert Rodriguez und Quentin Tarantino produzierten „Fake-Trailer“, in denen Hauptdarsteller Danny Trejo ebenfalls mitwirkte. Sarah Benned zum Beispiel schrieb, der Trailer sei „entweder eine Parodie, der Trailer einer solchen oder lediglich ein Vorwand, Danny Trejo eine Bauchtasche tragend Leute verprügeln zu lassen“.

## Fortsetzungen
2014 entstand die Fortsetzung Bad Ass 2: Bad Asses. An der Seite von Trejo spielt hier Danny Glover. 2015 folgte mit Bad Asses on the Bayou ein dritter Teil, ebenfalls mit Glover und Trejo in den Hauptrollen.

## Trivia
Als Frank Vega abends auf seiner Veranda mit einer Flasche Schnaps sitzt, fährt der Polizist Malark vor und informiert Vega darüber, von dessen Auseinandersetzung mit drei Räubern in einem Schnapsladen erfahren zu haben. Dabei spricht ihn Officer Malark mit „Charles Bronson“ an. In dem Spielfilm Ein Mann sieht rot von 1974 verkörpert der Schauspieler Charles Bronson einen Mann, der nach dem Totschlag an seiner Ehefrau nachts durch New York City zieht, um mit einem Revolver bewaffnet in Selbstjustiz das Verbrechen auf den Straßen zu bekämpfen.